# Carole Monnet
Pour les articles homonymes, voir Monnet.
Carole Monnet, née le 1er décembre 2001 à Boïarka en Ukraine, est une joueuse de tennis française, professionnelle depuis 2018.

## Biographie
Placée en orphelinat à sa naissance en Ukraine, elle est adoptée à 2 ans et demi par une famille française et tape ses premières balles au TC Muret à l'âge de 8 ans. De par sa double histoire, elle reste attachée à son pays d'origine et reste très proche d'autres joueuses ukrainiennes dont Daria Snigur.
A sa majorité, elle décide de ne plus être aidée par ses parents et de se débrouiller toute seule en tentant de percer sur le circuit secondaire ITF.

## Carrière
Entre novembre 2019 et février 2020, Carole Monnet remporte 4 fois successivement le tournoi ITF 15000$ de Monastir.
Elle commence sa carrière sur le circuit principal en 2021 au tournoi de Lausanne dans l'épreuve de double.
Elle débute en Grand Chelem en mai 2022 au tournoi de Roland Garros en bénéficiant d'une wild card. Elle est éliminée au 1er tour par la Tchèque Karolína Muchová.
En mai 2024, associée à sa compatriote française Estelle Cascino, elle parvient en finale du double du tournoi de Saint-Malo.
Le 15 septembre 2024, elle remporte son 1er titre WTA 125 en double à Bucarest. 
En interview fin 2024, elle évoque son lien fort avec son entraîneur de toujours, Hervé Romain, avec lequel elle espère retrouver le Top 200 et plus encore en 2025.

## Palmarès

### Titre en double en WTA 125
| No | Date       | Nom et lieu du tournoi            | Catégorie | Dotation  | Surface      | Partenaire        | Finalistes                    | Score            |          |
| -- | ---------- | --------------------------------- | --------- | --------- | ------------ | ----------------- | ----------------------------- | ---------------- | -------- |
| 1  | 09-09-2024 | Tiriac Foundation Trophy Bucarest | WTA 125   | 115 000 $ | Terre (ext.) | Darja Semenistaja | Aliona Bolsova Katarzyna Kawa | 1-6, 6-2, [10-7] | Parcours |

### Finale en double en WTA 125
| No | Date       | Nom et lieu du tournoi           | Catégorie | Dotation  | Surface      | Vainqueures                   | Partenaire      | Score             |          |
| -- | ---------- | -------------------------------- | --------- | --------- | ------------ | ----------------------------- | --------------- | ----------------- | -------- |
| 1  | 29-04-2024 | Open 35 de Saint-Malo Saint-Malo | WTA 125   | 115 000 $ | Terre (ext.) | Amina Anshba Anastasia Dețiuc | Estelle Cascino | 7-67, 2-6, [10-5] | Parcours |

## Parcours en Grand Chelem

### En simple dames
| Année | Open d'Australie | Open d'Australie          | Internationaux de France | Internationaux de France  | Wimbledon | Wimbledon        | US Open | US Open          |
| ----- | ---------------- | ------------------------- | ------------------------ | ------------------------- | --------- | ---------------- | ------- | ---------------- |
| 2020  | —                | —                         | Q2                       | Giulia Gatto-Monticone    | —         | —                | —       | —                |
| 2021  | —                | —                         | Q2                       | Monica Niculescu          | —         | —                | —       | —                |
| 2022  | —                | —                         | 1er tour (1/64)          | Karolína Muchová          | Q1        | Arianne Hartono  | —       | —                |
| 2023  | Q1               | Alexandra Cadanțu-Ignatik | Q1                       | Simona Waltert            | Q2        | Tamara Korpatsch | Q1      | Valeria Savinykh |
| 2024  | Q2               | Léolia Jeanjean           | Q1                       | Irene Burillo Escorihuela | Q1        | Marina Stakusic  | —       | —                |
| 2025  | Q3               | Tamara Zidanšek           | 1er tour (1/64)          | Katie Boulter             |           |                  |         |                  |

N.B. : à droite du résultat se trouve le nom de l'ultime adversaire.

### En double dames
| Année | Open d'Australie | Open d'Australie | Internationaux de France                                                                    | Internationaux de France | Wimbledon | Wimbledon | US Open | US Open |
| ----- | ---------------- | ---------------- | ------------------------------------------------------------------------------------------- | ------------------------ | --------- | --------- | ------- | ------- |
| 2023  | —                | —                | 1er tour (1/32) E. Cascino \|\| style="text-align:left;" \| M. Kolodziejová M. Vondroušová  | —                        | —         | —         | —       |         |
| 2024  | —                | —                | 1er tour (1/32) E. Cascino \|\| style="text-align:left;" \| E. Avanesyan C. Osorio          | —                        | —         | —         | —       |         |
| 2025  | —                | —                | 1er tour (1/32) E. Cascino \|\| style="text-align:left;" \| A. Pavlyuchenkova E. Pridankina | —                        | —         | —         | —       |         |

N.B. : le nom de la partenaire se trouve sous le résultat ; le nom des ultimes adversaires se trouve à droite.

## Classements WTA en fin de saison
| Année          | 2018 | 2019 | 2020 | 2021 | 2022 | 2023 | 2024 |
| Rang en simple | 869  | 797  | 459  | 311  | 224  | 182  | 231  |
| Rang en double | –    | 1383 | 790  | 381  | 463  | 323  | 136  |

Source : (en) Classements de Carole Monnet sur le site officiel de la Fédération internationale de tennis